# An Thụy
An Thụy là một huyện cũ của thành phố Hải Phòng, Việt Nam. Huyện An Thụy ngày nay tương ứng với quận Dương Kinh, các huyện An Lão và Kiến Thụy.

## Lịch sử
Huyện An Thụy được thành lập ngày 4 tháng 4 năm 1969 trên cơ sở sáp nhập huyện Kiến Thụy và huyện An Lão.
Phía bắc giáp huyện An Dương và huyện Kim Thành, tỉnh Hải Dương, phía nam giáp huyện Tiên Lãng, phía đông giáp thị xã Kiến An, thị xã Đồ Sơn và vịnh Bắc Bộ, phía tây giáp huyện Thanh Hà, tỉnh Hải Dương.
Đơn vị hành chính của huyện gồm 37 xã: An Thái, An Thắng, An Thọ, An Tiến, Anh Dũng, Bát Trang, Chiến Thắng, Đa Phúc, Đại Đồng, Đại Hà, Đại Hợp, Đoàn Xá, Đông Phương, Hòa Nghĩa, Hợp Đức, Hưng Đạo, Hữu Bằng, Kiến Quốc, Minh Tân, Mỹ Đức, Ngũ Đoan, Ngũ Phúc, Quang Hưng, Quang Trung, Quốc Tuấn, Tân Dân, Tân Phong, Tân Trào, Tân Viên, Thái Sơn, Thanh Sơn, Thuận Thiên, Thụy Hương, Trường Sơn, Trường Thành, Trường Thọ, Tú Sơn.
Ngày 5 tháng 3 năm 1980, Hội đồng Chính phủ ra Quyết định 72-CP giải thể huyện An Thụy.
Theo đó, cắt 21 xã: Tú Sơn, Đại Hợp, Đoàn Xá, Hợp Đức, Hòa Nghĩa, Anh Dũng, Minh Tân, Tân Phong, Đông Phương, Đại Đồng, Hưng Đạo, Đa Phúc, Ngũ Đoan, Đại Hà, Tân Trào, Thụy Hương, Kiến Quốc, Ngũ Phúc, Thanh Sơn, Hữu Bằng, Thuận Thiên (tức huyện Kiến Thụy cũ) sáp nhập với thị xã Đồ Sơn thành huyện Đồ Sơn; cắt 16 xã còn lại: An Thái, An Thọ, Mỹ Đức, Chiến Tháng, Tân Viên, Tân Dân, Thái Sơn, Trường Sơn, Quốc Tuấn, An Thắng, An Tiến, Trường Thành, Trường Thọ, Bát Trang, Quang Hưng, Quang Trung (tức huyện An Lão cũ) sáp nhập với thị xã Kiến An thành huyện Kiến An.
Từ đó, huyện An Thụy không còn tồn tại nữa.